# Мельничук Віталій Григорович
Віта́лій Григо́рович Мельничу́к (2 грудня 1953 року, м. Коростень, Житомирської області) — кандидат економічних наук, доцент Національного університету «Києво-Могилянська академія». Віцепрезидент інвестиційної компанії «КІНТО». Житомирський міський голова в 1990–1992 рр. Народний депутат України першого скликання від Промислового округу міста Житомира.

## Біографія
Народився 2 грудня 1953 року в м. Коростені Житомирської області.

## Освіта
Вищу освіту здобув у Інституті народного господарства — нині — Київський національний економічний університет ім. Вадима Гетьмана. У тому ж університеті навчався в аспірантурі та захистив кандидатську дисертацію.

## Досвід роботи
Фахівець з економіки, фінансів та державного управління. Має практику законодавчої роботи у сфері фінансів, економіки, місцевого самоврядування, один зі співавторів низки базових законів України: «Про місцеве самоврядування», «Про власність», «Про підприємництво», «Про підприємства», «Про землю» та інших.
Під керівництвом Віталія Мельничука Житомир став першим містом Центральної та Східної України, в якому, всупереч тиску тодішньої тоталітарної системи, 13 червня 1990 року над міською ратушею підняли синьо-жовтий український прапор. Під рішенням міської ради про відновлення історичного герба міста Житомира, також стоїть підпис Віталія Мельничука.
Коли був Житомирським міським головою, ініціював та реалізував ряд актуальних соціально-економічних програм та ініціатив, таких як:
- виділення звичайним житомирянам земельних наділів під індивідуальну забудову та допомога в будівництві; реальна підтримка кооперативного руху (підприємництва) міста;
- збереження виробничих підприємств та боротьба з масовим безробіттям;
- розробка принципово нових концепції та генерального плану розвитку міста.

На посаді керівника групи радників Прем'єр-міністра України успішно координував «Програму боротьби з гіперінфляцією» у найскладніші для економіки України 1993–1994 роки.
Верховною Радою у 1997 році був обраний заступником голови Рахункової палати України, де більш як сім років займався фінансовим контролем законності, доцільності та ефективності використання коштів Державного та місцевих бюджетів України.
З 2005 року — віцепрезидент інвестиційної компанії-лідера фондового ринку, займається практичною реалізацією в Україні позитивного світового досвіду в сфері накопичувального пенсійного забезпечення.

## Державні ранги та відзнаки
Державний службовець 1-ї категорії (з червня 1998 р.), 1-го рангу (з травня 2002 р.).
У 1994–1995 роках — член Митно-тарифної ради України.
У 2001–2007 роках — член Міжвідомчої комісії з питань фінансової безпеки при Раді національної безпеки та оборони України.
Нагороджений Почесною грамотою Верховної Ради України «За особливі заслуги перед Українським народом», Грамотою Рахункової палати України «За заслуги в організації вищого державного фінансового контролю».

## Трудова діяльність
1968–1973 — учень будівельного технікуму (м. Київ), робітник будівельного управління № 14 тресту № 1 Київпромбуду. Старший технік Інституту «Укрмонтажоргбуд» Мінпромбуду УРСР (м. Київ).
1973–1975 — строкова служба в ракетних військах стратегічного призначення.
1975–1980 — інженер відділу диспетчеризації та АСУ РП Інституту «Укржилремпроект» (м. Київ).
1980–1987 — інженер-економіст Київського відділення ЦНДІТУ Мінпромприладу СРСР. Науковий співробітник Української філії НДІ праці Держкомпраці СРСР (м. Київ).
1987–1989 — викладач економіки Житомирської філії КПІ.
1989–1990 — головний економіст Житомирського заводу «Вібросепаратор» Міністерства суднобудівної промисловості СРСР.
1990–1992 — голова Житомирської міськради та її виконавчого комітету.
1990–1994 — народний депутат України першого скликання Верховної Ради України — член Комісії з питань економічної реформи та управління народним господарством, секретар Контрольної комісії з питань приватизації. 18.03.1990 обраний народним депутатом України, 2-й тур 63,85 % голосів, 9 претендентів. Входив до «Народної ради», фракція Народного руху України.
1993–1995 — керівник групи радників виконувача обов'язків Прем'єр-міністра України, радник Прем'єр-міністра України.
1995–1997 — радник Голови Верховної Ради України, заступник керівника Науково-експертного управління Верховної Ради України.
1997–2005 — заступник Голови Рахункової палати України.
Із січня 2005 року — віцепрезидент Інвестиційної компанії «КІНТО».

## Публікації
Ініціатор цілого ряду законодавчих і нормативних актів України з питань фінансів, економіки, самоврядування та соціального захисту, прийнятих Верховною Радою та Кабінетом Міністрів України. Автор понад 70 праць з питань фінансів, економіки, соціального та пенсійного забезпечення, опублікованих в центральних виданнях, керівник авторської групи першого національного шкільного підручника «Економіка» та інші.

## Громадська діяльність
З 1987 по 1989 рік — секретар секції молодих економістів Науково-економічного товариства України та голова Житомирської секції.
1989–1990 рр. — співголова Громадянського фронту Житомирщини — першої демократичної організації області.
1999–2004 рр. — член групи експертів Національного «Звіту про людський розвиток» Програми розвитку ООН в Україні.
З 2001 року — член Правління Асоціації народних депутатів України, член Ревізійної комісії Асоціації.
2005–2007 рр. — член групи міжнародних та українських експертів Комісії «Блакитна стрічка» Програми розвитку ООН в Україні.
Із 2007 р. — член Громадської Ради з питань інвестицій та інновацій при Держінвестицій України та Секції регіональної політики Мінрегіонбуду України.

## Сім'я
Дружина — Мельничук Алла Олександрівна. Донька Анна та син Валентин.